# Distretto di Huicungo
Il distretto di Huicungo è uno dei cinque distretti  della provincia di Mariscal Cáceres, in Perù. Si trova nella regione di San Martín e si estende su una superficie di 9.830,17 chilometri quadrati.

Istituito il 7 maggio 1940, ha per capitale la città di Huicungo; al censimento 2005 contava 5.682 abitanti.